# Antônio João Vieira
Antônio João Vieira (Portugal — ?) foi um militar e político luso-brasileiro.
Balisou a barra de São Francisco do Sul. Foi segundo-tenente da Armada Imperial, em 1840.
Foi deputado à Assembleia Legislativa Provincial de Santa Catarina na 5ª legislatura (1844 — 1845), como suplente convocado.
Foi coronel comandante superior da Guarda Nacional, em 24 de julho de 1867.